# Norman McEachern
Norman James McEachern (ur. 5 grudnia 1899 w Edynburgu, zm. 19 marca 1986 w Wicklow) – irlandzki lekkoatleta, olimpijczyk.
Dwukrotny uczestnik igrzysk olimpijskich (IO 1924, IO 1928). Podczas obydwu edycji startował w biegu na 800 m. W Paryżu dotarł do fazy półfinałowej, gdzie w jednym z wyścigów zajął 5. miejsce z wynikiem 1:58,3 (uzyskał 14. czas półfinałów). W Amsterdamie awansował do tej samej fazy zawodów, jednak nie ukończył swojego biegu półfinałowego.
Był mistrzem Irlandii w biegu na 440 jardów (1921) i 880 jardów (1921, 1926, 1927, 1928). W 1924 roku zwyciężył w biegu na 800 m podczas Tailteann Games. Wielokrotny reprezentant Irlandii w spotkaniach międzynarodowych.
Rekord życiowy w biegu na 800 m – 1:54,9 m (1927).